# Concito
Concito er en uafhængig grøn dansk tænketank stiftet i 2008 af Martin Lidegaard.
Thomas Færgeman, tidligere sekretariatsleder i Danmarks Miljøportal, var direktør for Concito fra stiftelsen og frem til 2014. Derefter overtog tidligere plan-og klimachef i Fredensborg Kommune Christian Peter Villefrance Ibsen posten.  
Stine Bosse har været formand, og 17. september 2015 meddelte Concito at tidligere miljøminister og EU-kommissær Connie Hedegaard  bliver ny formand.

## Ekstern henvisning
- Concito